# 86e division d'infanterie (Allemagne)
Pour les articles homonymes, voir 86e division.
La 86e division d'infanterie (en allemand : 86. Infanterie-Division ou 86. ID) est une des divisions d'infanterie de l'armée allemande (Wehrmacht) durant la Seconde Guerre mondiale.

## Création
La 86. Infanterie-Division est formée le 26 août 1939 en tant qu'élément de la 2. Welle (2e vague de mobilisation).
Elle est dissoute en novembre 1943 après avoir subi de lourdes pertes sur le Front de l'Est. L'état-major divisionnaire, les unités des transmissions et de logistique ont été utilisés pour former la 361. Infanterie-Division tandis que d'autres éléments survivants ont formé la Divisions-Gruppe 86, qui a été affecté au Korps-Abteilung E.

## Organisation

### Commandants
| Date                                  | Grade                  | Commandant       |
| ------------------------------------- | ---------------------- | ---------------- |
| 1er septembre 1939 - 1er janvier 1942 | General der Infanterie | Joachim Witthöft |
| 1er janvier 1942 - 15 octobre 1943    | General der Artillerie | Helmuth Weidling |

## Théâtres d'opérations
- Ligne Siegfried : Septembre 1939 - Mai 1940
- France : Mai 1940 - Juin 1941

La bataille de Bourmont se déroule les 18, 19 et 20 juin 1940, trois jours durant lesquels le 14e régiment de tirailleurs sénégalais résiste à la 86e division d'infanterie allemande. À la suite des combats, les soldats allemands assassinent au moins une trentaine de tirailleurs prisonniers, certains à coups de crosse de fusil.
- Front de l'Est, secteur central : Juin 1941 - Novembre 1943
  - 1941 - 1942 : Opération Barbarossa
    - 22 octobre 1941 au 22 janvier 1942 : Bataille de Moscou

  - 5 juillet au 23 août 1943 : Bataille de Koursk

## Ordre de bataille
- Infanterie-Regiment 167
- Infanterie-Regiment 184
- Infanterie-Regiment 216
- Artillerie-Regiment 186
- Pionier-Bataillon 186
- Feldersatz-Bataillon 186
- Panzerjäger-Abteilung 186
- Divisions-Füsilier-Bataillon 86
- Infanterie-Divisions-Nachrichten-Abteilung 186
- Infanterie-Divisions-Nachschubtruppen 186